# 仙水亭
24°32′30″N 120°57′02″E / 24.541638°N 120.950485°E
仙山仙水亭，是位於臺灣苗栗縣獅潭鄉新店村仙山協靈宮的湧泉，自1942年發現後，帶動當地成為宗教與觀光地點。

## 仙水傳說

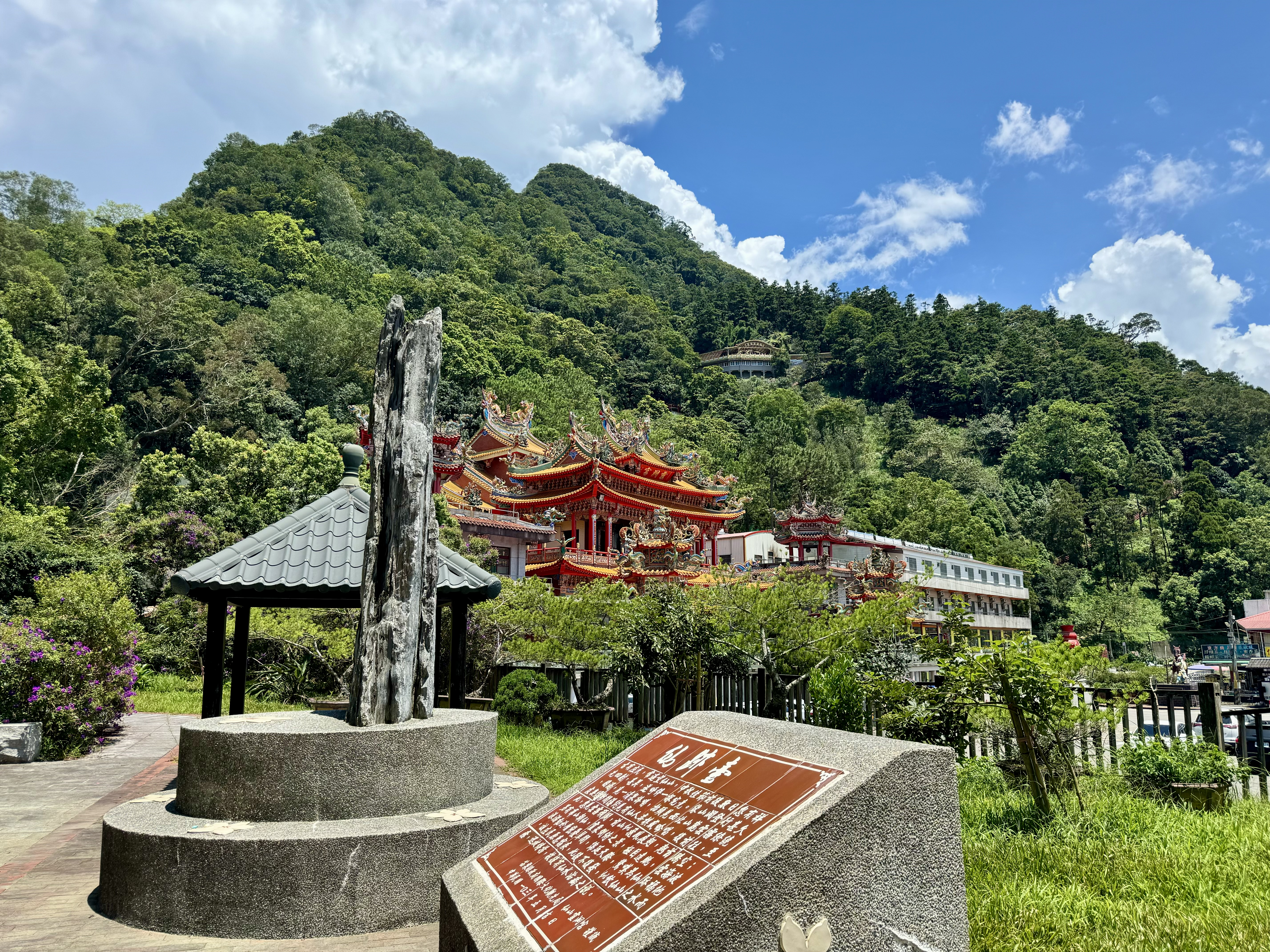
靈洞宮與協靈宮（山上遠處）

相傳1942年中秋節夜晚，獅潭人蕭新添得仙人託夢，說在紅毛館山有泉水（今協靈宮仙水亭之處）可治他家人的瘧疾，天明後他上山飲用就病癒。當地人說，本來通往仙水亭的小徑僅為農人常走，後來各地求水者前仆後繼，甚至曾興盛到到晚上都有人拿著火把上山。
此後紅毛館山就被改名叫「仙山」。另一傳說是當時日本官員有認為迷信便想堵掉該泉，結果帶人行至山腰突然腹痛，下山醫治也無效，最後還是喝了此泉水才痊癒。
日後，附近商店也販賣儲存泉水的塑膠桶。還有苗栗的廠商曾將礦泉水取名「仙山仙水亭」。

## 帶動建廟

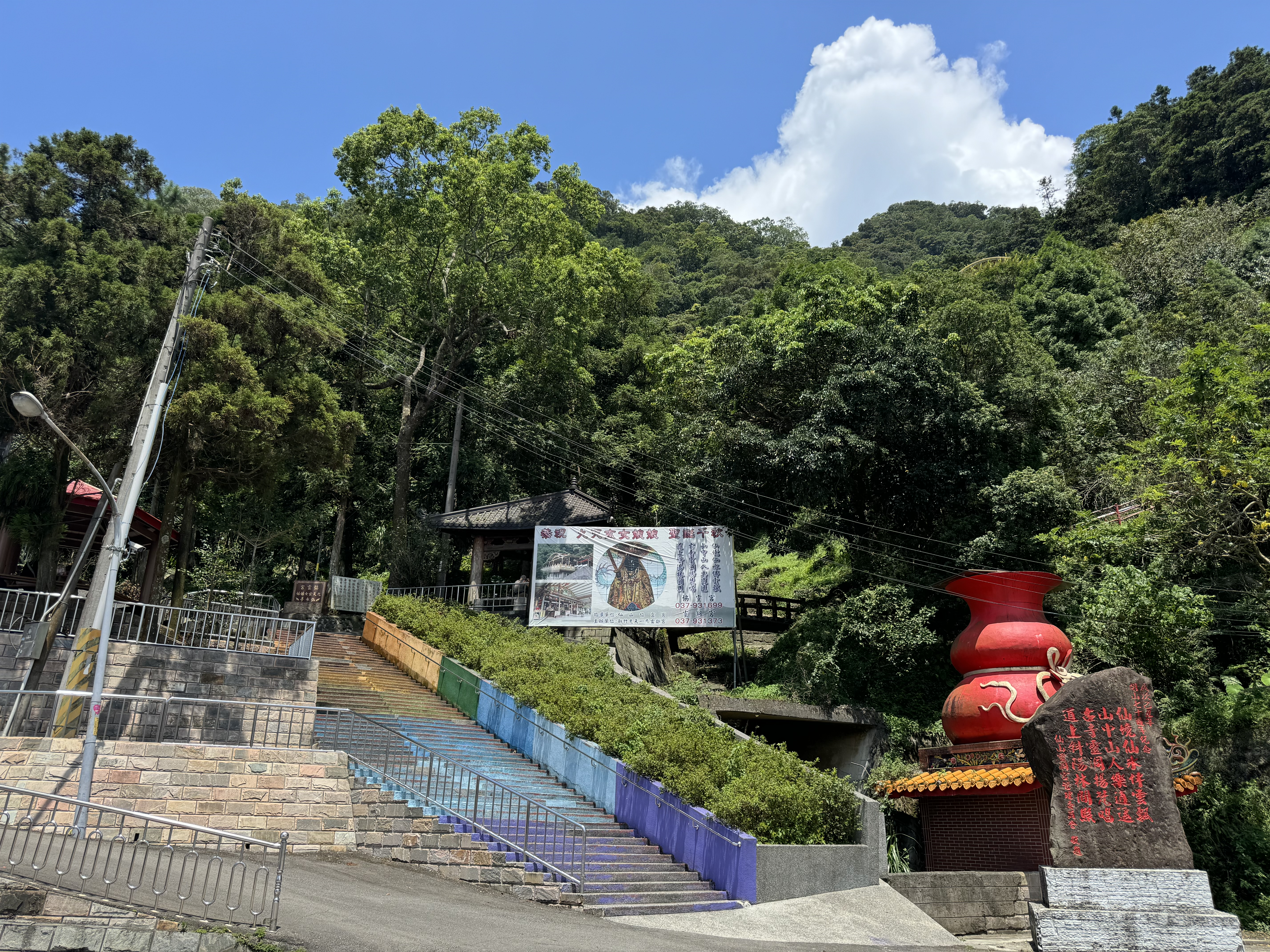
仙水亭步道入口

1948年，地方相傳關聖帝君要到仙山鎮守，1949年秋建立靈洞宮。此廟因提供問事服務，有信徒覺得靈驗的軼事。1951年，因相傳是當初是由九天玄女託夢給蕭新添，便拆除湧泉臨時搭蓋的亭子，擴建成協靈宮，此後信徒更多。1980年代時，當地更興建另一棟可容兩百人的香客大樓。蘇有朋說他剛考上大學時，就與五位同學一起來此祭拜，事後大家的心願都實現。
為吸引觀光客，靈洞宮耗資新台幣二千多萬元興建立體停車場，於1995年8月8日啟用。

## 拓寬馬路

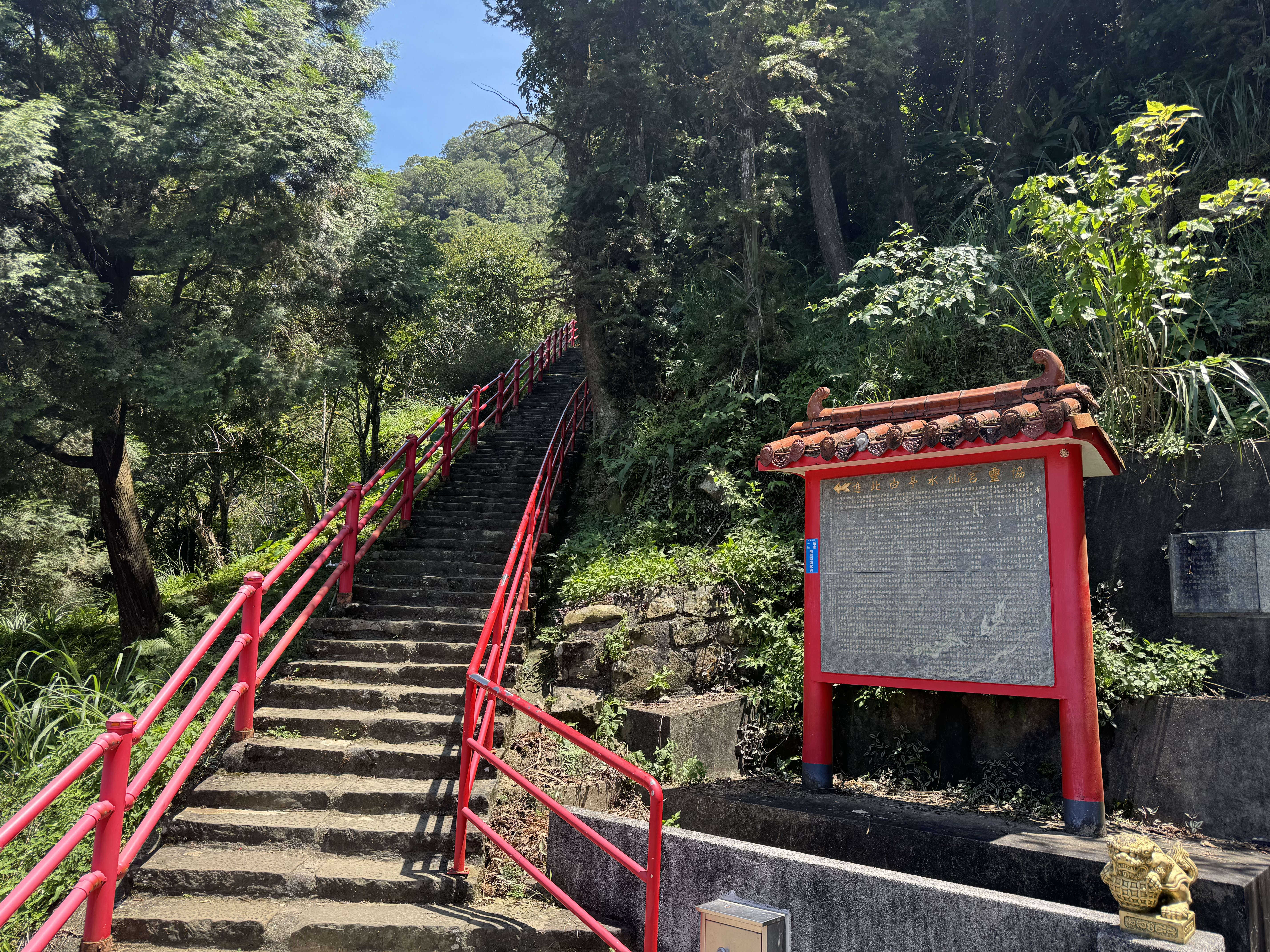
仙水亭步道

在1980年代，報紙推薦的宗教觀光路線之一是串聯大湖法雲禪寺、仙山、獅頭山。自縣道124號甲線開通之後，仙水亭更多有旅客開車前往。因馬路彎曲、山壁緊逼路面、雜草茂盛等嚴重影響行車安全，一名老農婦張蕭蘭妹看不下去而長年自願劈除雜草。靈洞宮為改善，多次出資買地擴寬。
由於通往此地的馬路坡度大，公路總局曾列為禁止大客車行駛路段，後來考量當地觀光，降級為大客車行駛應特別注意路段。2005年5月1日，在仙山農場舊址附近大彎道，一台老舊遊覽車發生嚴重意外。2008年4月24日，地方政府決定禁行車齡十二年以上遊覽車前往。2014年3月7日，縣長劉政鴻會勘後，答應提出經費拓寬。

## 登山健走
從靈洞宮到仙水亭，有約六百四十四級石階。一些行動不方便的女性，也會來堅持自己走山路上來求水。如1907年生的銅鑼鄉竹森村村民劉羅未妹，到百歲時依然自己走階梯來取水。遊客除來仙水亭取飲、許願還願外，也有的會攻上仙山頂點而迷路，因此1992年當地人林昌元、洪光雲、劉昌奇、蔡國棟就發起成立救難組織。
2009年，靈洞宮將縣府建設局副局長甘必通的藏頭詩刻成石碑立在步道下。2023年9月23日，獅潭鄉公所首次舉行仙水節，以九天玄女信仰等為號召，舉行健走活動。